# Stefano Maggi
Stefano Maggi (Lecco, 2 marzo 1966) è uno storico italiano specializzato nello studio dei trasporti ferroviari e del mutuo soccorso.

## Biografia
Consegue la laurea in Scienze politiche nel 1989/1990 all'Università degli studi di Siena, il dottorato di ricerca in Storia dell’Africa nel 1995 all'Università di Siena/Pavia e poi la specializzazione in Politica ed Economia dei trasporti nel 1997 all'Università di Roma La Sapienza.
Dopo aver lavorato nelle Ferrovie dello Stato al deposito personale viaggiante di Venezia e nei vigili urbani al Comune di Monteriggioni, dal dicembre 2000 è ricercatore universitario e dal gennaio 2005 professore associato all'Università di Siena, facoltà di Scienze politiche. Nel 2012 passa al Dipartimento di Scienze politiche e internazionali, di cui è eletto direttore nell'ottobre 2013, confermato nel 2016 per il secondo triennio. Dal novembre 2016 è professore ordinario di Storia contemporanea.
Dal luglio 2013 al giugno 2018 è assessore del Comune di Siena, con deleghe alla mobilità, urbanistica, polizia municipale, sito UNESCO.

## Ricerca
I suoi studi sono concentrati sui temi della modernizzazione della società e del territorio fra Otto e Novecento, con i cambiamenti sociali e urbanistici portati dai trasporti e dalle comunicazioni, nonché dall'idea di fraternité  attuata nel mutuo soccorso. Il suo principale settore di ricerca riguarda i trasporti, con particolare riferimento alle ferrovie, sulle quali coordina progetti di ricerca applicata per il recupero del patrimonio storico-ferroviario e per il rilancio delle ferrovie secondarie, a partire dal 1996. Il suo approccio storico vede un costante legame con il presente: ad esempio, dalla storia dei trasporti alla mobilità sostenibile, dal mutuo soccorso alla sanità integrativa e al welfare aziendale e di comunità.

## Opere
- Dalla città allo Stato nazionale. Ferrovie e modernizzazione a Siena tra Risorgimento e fascismo , Milano, Giuffrè, 1994. ISBN 9788814050916
- La ferrovia per la Maremma, Siena, Nuova Immagine Editrice, 1996. ISBN 978-88-71-45121-3
- Colonialismo e comunicazioni. Le strade ferrate nell’Africa Italiana (1887-1943), Napoli, Esi, 1996. ISBN 9788881144167
- Viaggio sul treno natura: guida storico paesaggistica con otto itinerari escursionistici, a cura di Stefano Maggi, Siena, Nuova Immagine, 1998. ISBN 978-88-714-5144-2
- Il tormento di un’idea. Vita e opera di Cesare Pozzo (1853-1898), Milano, Angeli, 1998. ISBN 978-88-46-40811-2. Nuova edizione aggiornata 2018. ISBN 9788891779922
- Commercio internazionale e “miracolo economico”. La figura di Giuseppe Tucci , Milano, Giuffrè, 1999. ISBN 978-88-14-07979-5
- Il sindacato in ferrovia dal fascismo alle federazioni dei trasporti (1922-1980), a cura di S. Maggi e F. Paolini, Venezia, Marsilio, 2000. ISBN 978-88-31-77427-7
- Politica ed economia dei trasporti (secoli XIX-XX). Una storia della modernizzazione italiana , Bologna, Il Mulino, 2001. ISBN 978-88-15-08315-9
- Le ferrovie, Bologna, Il Mulino, 2003. ISBN 978-88-15-09389-9. Nuove edizioni aggiornate: 2007. ISBN 9788815123916; 2012. ISBN 978-88-15-24177-1; 2017. ISBN 9788815274632
- Cittadella della scienza. L’Istituto Sclavo a Siena nei cento della sua storia (1904-2004), cura del libro, Milano, Angeli, 2004. ISBN 9788846458346
- Storia dei trasporti in Italia, Bologna, Mulino, 2005. ISBN 9788815105516. Nuova edizione aggiornata 2009. ISBN 9788815132611
- Muoversi in Toscana. Ferrovie e trasporti dal Granducato alla Regione, Bologna, Il Mulino, 2005. ISBN 9788815108142
- Lavoro e identità. I cento anni del sindacato ferrovieri, a cura di S. Maggi, Roma, Ediesse, 2007. ISBN 978-88-23-01195-3
- I trasporti in provincia di Siena e la mobilità sostenibile, a cura di S. Maggi, Firenze, Nerbini, 2009. ISBN 978-88-64-34012-8
- Storia per immagini delle stazioni di Siena. Dalla barriera di San Lorenzo a Piazzale Rosselli, a cura di S. Maggi e L. Vigni, Siena, Comune di Siena, 2010
- Ferrovia Cecina-Volterra. Il trasporto pubblico in un territorio isolato, Firenze, Nerbini, 2011. ISBN 9788864340340
- Il piano regolatore di Siena del 1956. Alle origini della città fuori le mura, Siena, Protagon, 2011. ISBN 978-88-80-24309-0
- Mutuo soccorso Cesare Pozzo. 135 anni di solidarietà, Bologna, Il Mulino, 2012. ISBN 9788815238856. Nuova edizione aggiornata 2017 per i 140 anni. ISBN 978-88-15-27096-2
- I trasporti in provincia di Grosseto. Studi per i cento anni della RAMA (1913-2013), Firenze, Nerbini, 2013. ISBN 978-88-64-34083-8
- Le prospettive del mutuo soccorso nel sistema sanitario italiano, a cura di S. Maggi e C. De Pietro, Bologna, Il Mulino, 2015. ISBN 978-88-15-25764-2
- La Grande Guerra e le ferrovie in Italia, a cura di A. Giuntini e S. Maggi, Bologna, Il Mulino, 2017. ISBN 978-88-15-27440-3
- The Italian Railways. 1839-2019, Bologna, Il Mulino, 2020. ISBN 978-88-15-28627-7
- Mobilità sostenibile. Muoversi nel XXI secolo, Bologna, Il Mulino, 2020, ISBN 978-88-15-28676-5
- I significati della mutualità, a cura di S. Maggi, Milano, FrancoAngeli, 2021, ISBN 9788835123675